# Friedrich Hirzebruch
Friedrich Ernst Peter Hirzebruch (17 tháng 10 năm 1927 – 27 tháng 5 năm 2012) là một nhà toán học người Đức, nghiên cứu về tô pô học, đa tạp phức và hình học đại số; ông cũng là một trong những nhà toán học hàng đầu của thế kỷ 20.

## Cuộc đời
Hirzebruch sinh ra ở Hamm, Westphalia. Ông học tại đại học Münster từ 1945–1950, với một năm học ởETH Zürich. 
Sau đó ông vào làm việc tại Erlangen, sau đó là tại IAS ở Princeton, New Jersey trong các năm 1952-1954. Sau một năm tại đại học Princeton (1955–1956), ông trở thành giáo sư tại đại học Bonn, và tiếp tục giữ chức vụ này khi ông được bầu làm giám đốc Viện Toán học Max Planck năm 1981. 
Có hơn 300 người đã tham dự buổi chúc mừng sinh nhật lần thứ 80 của ông tại Bonn năm 2007.
Định lý Hirzebruch–Riemann–Roch (1954) cho các đa tạp phức là một sự phát triển lớn và nhanh chóng trở thành một dòng phát triển xung quanh định lý Riemann–Roch cổ điển; nó cũng là tiền thân của định lý chỉ số Atiyah–Singer. Cuốn sách của Hirzebruch Neue topologische Methoden in der algebraischen Geometrie (1956) là một cuốn sách cơ bản cho 'phương pháp mới' của lý thuyết bó trong hình học đại số phức. Ông cùng với Michael Atiyah đã viết các bài báo đặt nền tảng cho K-lý thuyết, và ông hợp tác với Armand Borel về lý thuyết các lớp đặc trưng. Trong những nghiên cứu sau đó của ông cùng với Don Zagier đã cung cấp một lý thuyết chi tiết về các mặt modular Hilbert.
Hirzebruch là thành viên nước ngoài của nhiều hội và viện hàn lâm, bao gồm Viện hàn lâm Khoa học Quốc gia Hoa Kỳ, Viện hàn lâm Khoa học Nga, và Viện hàn lâm Khoa học Pháp.